# Teclistamab
Teclistamab, es vendido bajo la marca Tecvayli, es un medicamento utilizado para tratar el mieloma múltiple. Se utiliza cuando otros tratamientos han fallado. Este medicamento se administra mediante inyección debajo de la piel.
Los efectos secundarios de este medicamento  incluyen fiebre, síndrome de liberación de citocinas, dolor muscular, cansancio, infección del tracto respiratorio superior, neumonía, diarrea, niveles bajos de glóbulos blancos, niveles bajos de glóbulos rojos y niveles bajos de plaquetas. Otros efectos secundarios pueden incluir problemas hepáticos, infecciones y reacciones alérgicas. El uso de este medicamento durante el embarazo puede dañar al bebé. Es un anticuerpo monoclonal que se une simultáneamente a los receptores CD3 de las células T y al antígeno de maduración de células B de las células de mieloma.
Este medicamento fue aprobado para uso médico en Europa y Estados Unidos en 2022. En Estados Unidos costaba unos 40.000 dólares estadounidenses  al mes a partir de 2022. No está aprobado en el Reino Unido a partir de 2022.